# Casa del Coronel O.R. Hood
La Casa del Coronel O.R. Hood es una residencia histórica ubicada en Gadsden, Alabama, Estados Unidos.

## Historia
La casa fue construida en 1904 para Oliver Roland Hood, abogado, político, industrial y uno de los fundadores de Alabama Power Company; También fue delegado a la convención constitucional de 1901 del estado. La casa fue diseñada y construida por el arquitecto/constructor James Crisman. Tras la muerte de Hood en 1951, el Club de mujeres de Gadsden, una organización de servicio comunitario, compró la casa. La casa se incluyó en el Registro de Monumentos y Patrimonio de Alabama en 1985 y en el Registro Nacional de Lugares Históricos en 1986.

## Descripción
La casa está construida en estilo neoclásico con algunos detalles victorianos. La fachada está presidida por un pórtico de doble altura sostenido por cuatro columnas jónicas. La puerta principal está flanqueada por amplias ventanas laterales y un travesaño alto. La casa también tiene dos entradas laterales en bahías octogonales en la parte trasera de cada lado.